# Juninho Bacuna
Juninho Bacuna (Groningen, 7 augustus 1997) is een Curaçaos-Nederlands voetballer die doorgaans als middenvelder speelt. Bacuna debuteerde in 2019 in het Curaçaos voetbalelftal. Hij is de jongere broer van Leandro Bacuna en Johnsen Bacuna.

## Clubcarrière

### FC Groningen
Bacuna debuteerde op 5 februari 2015 in het betaald voetbal, toen hij met FC Groningen een competitiewedstrijd speelde tegen Heracles Almelo. Hij mocht in de 79e minuut invallen voor Yoëll van Nieff. Op 3 mei 2015 won Bacuna met FC Groningen voor het eerst in de clubhistorie de KNVB Beker. In vier seizoenen speelde Bacuna voor FC Groningen drieëntachtig wedstrijden, waarin hij twee keer scoorde. In 2018 vertrok Bacuna voor €2.500.000 euro naar Huddersfield Town. Hij werd hier ploeggenoot van Terence Kongolo en Rajiv van La Parra.

### Huddersfield Town
Bacuna maakte op 28 augustus 2018 zijn de debuut in de hoofdmacht van Huddersfield Town, in een met 0-2 verloren EFL Cup-wedstrijd, uit tegen Stoke City. Op 27 oktober 2018 maakte Bacuna zijn debuut in de Premier League, in een met 0-3 verloren uitwedstrijd tegen Watford. Op 16 maart 2019 Maakte Bacuna zijn eerste doelpunt voor Huddersfield Town, in een met 3-4 verloren Premier League-wedstrijd, uit tegen West Ham United. Op 30 maart degradeerde Bacuna met Huddersfield Town naar de Championship, na een 0-2 nederlaag tegen Crystal Palace.

## Clubstatistieken
| Seizoen        | Club              | Competitie     | Competitie | Competitie | Beker | Beker | Internationaal | Internationaal | Overig | Overig | Totaal | Totaal |
| Seizoen        | Club              | Competitie     | Wed.       | Dlp.       | Wed.  | Dlp.  | Wed.           | Dlp.           | Wed.   | Dlp.   | Wed.   | Dlp.   |
| -------------- | ----------------- | -------------- | ---------- | ---------- | ----- | ----- | -------------- | -------------- | ------ | ------ | ------ | ------ |
| 2014/15        | FC Groningen      | Eredivisie     | 12         | 0          | 2     | 0     | 0              | 0              | 0      | 0      | 14     | 0      |
| 2015/16        | FC Groningen      | Eredivisie     | 14         | 0          | 1     | 0     | 1              | 0              | 3      | 0      | 19     | 0      |
| 2016/17        | FC Groningen      | Eredivisie     | 24         | 1          | 0     | 0     | 0              | 0              | 2      | 0      | 26     | 1      |
| 2017/18        | FC Groningen      | Eredivisie     | 33         | 1          | 2     | 2     | 0              | 0              | 0      | 0      | 35     | 3      |
| 2018/19        | Huddersfield Town | Premier League | 21         | 1          | 2     | 0     | 0              | 0              | 0      | 0      | 23     | 1      |
| 2019/20        | Huddersfield Town | Championship   | 38         | 6          | 2     | 0     | 0              | 0              | 0      | 0      | 40     | 6      |
| 2020/21        | Huddersfield Town | Championship   | 43         | 5          | 1     | 0     | 0              | 0              | 0      | 0      | 44     | 5      |
| 2021/22        | Rangers FC        | Premiership    | 6          | 1          | 0     | 0     | 4              | 0              | 2      | 0      | 12     | 1      |
| 2021/22        | Birmingham City   | Championship   | 17         | 2          | 0     | 0     | 0              | 0              | 0      | 0      | 17     | 2      |
| 2022/23        | Birmingham City   | Championship   | 43         | 2          | 3     | 0     | 0              | 0              | 0      | 0      | 46     | 2      |
| 2023/24        | Birmingham City   | Championship   | 37         | 6          | 3     | 2     | 0              | 0              | 0      | 0      | 40     | 8      |
| Carrièretotaal | Carrièretotaal    | Carrièretotaal | 288        | 25         | 16    | 4     | 5              | 0              | 7      | 0      | 316    | 29     |

Bijgewerkt op 25 maart 2024.

## Interlandcarrière
Na uitgekomen te zijn voor verschillende Nederlandse jeugdelftallen, maakte Bacuna zijn debuut voor Curaçao op 7 september 2019, in de met 1-0 gewonnen Nations League wedstrijd tegen Haïti.
| Interlands van Juninho Bacuna voor Curaçao | Interlands van Juninho Bacuna voor Curaçao | Interlands van Juninho Bacuna voor Curaçao | Interlands van Juninho Bacuna voor Curaçao | Interlands van Juninho Bacuna voor Curaçao | Interlands van Juninho Bacuna voor Curaçao |
| No.                                        | Datum                                      | Wedstrijd                                  | Uitslag                                    | Competitie                                 | Doelpunten                                 |
| Als speler bij Huddersfield Town           | Als speler bij Huddersfield Town           | Als speler bij Huddersfield Town           | Als speler bij Huddersfield Town           | Als speler bij Huddersfield Town           | Als speler bij Huddersfield Town           |
| ------------------------------------------ | ------------------------------------------ | ------------------------------------------ | ------------------------------------------ | ------------------------------------------ | ------------------------------------------ |
| 1.                                         | 7 september 2019                           | Curaçao – Haïti                            | 1 – 0                                      | CONCACAF Nations League 2019/20            |                                            |
| 2.                                         | 10 september 2019                          | Haïti – Curaçao                            | 1 – 1                                      | CONCACAF Nations League 2019/20            |                                            |
| 3.                                         | 13 oktober 2019                            | Costa Rica – Curaçao                       | 0 – 0                                      | CONCACAF Nations League 2019/20            |                                            |

Bijgewerkt t/m 13 oktober 2019

## Erelijst
FC Groningen
| Competitie         | Aantal | Jaren   |
| ------------------ | ------ | ------- |
| Winnaar KNVB beker | 1x     | 2014/15 |